# Argyresthia semitrunca
Argyresthia semitrunca is een vlinder uit de familie van de pedaalmotten (Argyresthiidae). De wetenschappelijke naam van de soort werd in 1907 gepubliceerd door Edward Meyrick.